# سیما ایزدجو

سیما ایزدجو.

سیما ایزَدجو در سال ۱۳۴۴ خورشیدی (۱۹۶۵ میلادی) دختر شایسته ایران شد.او به دلیل برخی مشکلات رفتاری خود تحت درمان روانکاو ها قرار گرفت و چنان تسلطی روی خود یافت که توانست به عنوان یکی از نیکو  ترین و شایسته ترین دختران ایران در ۲۸ سالگی تبدیل شود.